# Personaggi di Fushigi yûgi
Questa voce raccoglie tutti i personaggi presenti nel manga e nell'anime Fushigi yûgi.

## Regno di Konan

### Suzaku
Suzaku è il Dio rappresentato da una fenice rossa, protettore del regno del Sud: Konan.

### Miaka Yuki
Miaka Yuki (夕城 美朱?, Yuki Miaka) è una studentessa che sta per affrontare gli esami per il liceo, ma che non è molto portata per lo studio. Le piace divertirsi, abbuffarsi, leggere manga e fare biscotti. La sua famiglia è composta da: sua madre, del padre non si sa nulla e un fratello maggiore che frequenta l'università, Keisuke. La sua migliore amica è Yui sin da quando erano piccole, a cui è molto legata. Nella biblioteca Nazione trova un libro magico e quando Yui legge l'introduzione finiscono nel libro, Nel mondo di Konan e da lì cominciano le loro avventure. Nel mondo di Konan stringe un forte legame con tutte le Stelle di Suzaku, in particolare con Tamahome, di cui si innamora perdutamente. Ha un carattere molto forte e vivace, ma al tempo stesso sa essere gentile e molto dolce. Nonostante Yui diventi la sacerdotessa di Seiryuu, è determinata a farla tornare da lei, perché le vuole sempre molto bene. Nonostante diverrà sacerdotessa di Suzaku, non otterrà poteri particolari. È doppiata in giapponese da Kae Araki e in italiano da Federica De Bortoli nella prima serie OAV e da Valeria Vidali nella seconda serie OAV.

### Tamahome
Tamahome (鬼宿?), conosciuto come Taka Sukunami, è un giovane ragazzo che adora il denaro e che ama guadagnarselo combattendo. Tutto questo lo fa per  la sua numerosa famiglia di cui si prende cura, poiché orfano di madre ed il padre è gravemente malato a causa di un infortunio subito sul lavoro. Quando Miaka arriva nel suo mondo si innamora perdutamente di lei tanto da rinunciare al luogo in cui è vissuto per rinascere come Taka nel mondo dell'amata. Il suo simbolo è quello dell'Orco, posizionato al centro della fronte. È doppiato in giapponese da Hikaru Midorikawa e in italiano da Patrizio Prata nelle serie OAV.

### Hotohori
Hotohori (星宿?), conosciuto come Saihitei ~ Caipidi, è il narcisista imperatore di Konan. Conoscendo già la leggenda di Suzaku si rende subito disponibile all'evocazione del Dio per salvare il suo Paese dalla guerra. Si innamora di Miaka ma lei non ricambia le sue attenzioni poiché innamorata di Tamahome. Successivamente sposerà una ragazza del gineceo di nome Houki che darà alla luce il suo erede Boushin. Durante la battaglia con il regno di Kutou viene ucciso da Nakago lasciando sola la povera moglie incinta. È molto abile nella scherma, ama leggere e prendersi cura del suo aspetto fisico. Il suo simbolo è quello della Stella, posizionato alla sinistra del collo. È doppiato in giapponese da Takehito Koyasu e in italiano da Massimiliano Manfredi nella prima serie OAV e da Gabriele Duma nella seconda.

### Nuriko
Nuriko (柳宿?), conosciuto come Chou Kouren ~ Tiao Kanglin, fa parte del gineceo dell'imperatore Hotohori in cui si fa chiamare Kourin come la sua defunta sorellina. In realtà è un uomo che ama vestirsi da donna, dotato anche di un'estrema bellezza e infatuato di Hotohori. In realtà, egli rivelerà la sua natura maschile in seguito, tagliandosi i capelli e dimostrandosi interessato a Miaka. Nuriko morirà in un combattimento contro Ashitare, guerriero di Seiryuu, durante la ricerca dello Shinzaho di Genbu. Il suo simbolo è quello della Salica, posto nella parte sinistra del petto. È doppiato in giapponese da Chika Sakamoto e in italiano da Debora Magnaghi nella prima serie OAV e da Renata Bertolas nella seconda

### Chichiri
Chichiri (井宿?) è un monaco buddista allievo di Taiitsukun. Indossa sempre una maschera per coprire la cicatrice che ha sull'occhio sinistro dall'età di 18 anni. Ogni suo discorso termina sempre in giapponese con l'espressione na no da che in italiano è stato tradotto con capito. È il più anziano componente del gruppo. Il suo simbolo è quello del Bene, situato vicino al ginocchio destro. È doppiato in giapponese da Tomokazu Seki e in italiano da Simone D'Andrea nella prima serie OAV e da Davide Garbolino nella seconda.

### Tasuki
Tasuki (翼宿?), conosciuto come Genrō ~ Huan Lang, è il più rumoroso del gruppo, odia le donne (eccetto Miaka) ed è il leader dei banditi del monte Reikaku, di cui fa parte anche il suo migliore amico Kouji. Si dimostra spesso timido e sentimentale nei confronti dei suoi compagni, anche se contrasta con il suo forte carattere. Nutre una profonda amicizia per Tamahome e Chiriko. Fisicamente è molto agile e veloce, e maneggia con destrezza il suo pesantissimo ventaglio in ferro harisen pronunciando le parole rekka shin'en per evocare il fuoco. Il suo simbolo è quello delle Ali, situate sul braccio destro. È doppiato in giapponese da Nobutoshi Canna e in italiano da Massimiliano Alto nella prima serie OAV e da Marco Baroni nella seconda.

### Mitsukake
Mitsukake (軫宿?) è il guaritore del gruppo di Suzaku, un personaggio molto serio ma allo stesso tempo sensibile e in grado di capire i sentimenti delle persone. Smise di esercitare la professione medica quando non riuscì a salvare la fidanzata Shoka che morì prima del suo arrivo. Non riuscì a dimenticarla perché ancora innamorato. Possiede un gatto di nome Tama che diventa la mascotte del gruppo di Suzaku, e dopo la morte di Mitsukake, perché diede la sua forza vitale per salvare le persone, viene affidato a Chichiri. Il suo simbolo è quello del cocchio con assi oblique, situato sul palmo della mano sinistra. È doppiato in giapponese da Kōji Ishii e in italiano da Gianluca Tusco nella prima serie OAV e da Dario Oppido nella seconda.

### Chiriko
Chiriko (張宿?) è il più giovane ed intelligente dei guerrieri di Suzaku. Si affeziona in modo particolare a Tasuki e quando non gli compare il simbolo sul piede diventa insicuro. Quando si presentò per la prima volta al gruppo di Suzaku disse che stava studiando per un esame molto complicato per un ruolo governativo. Muore suicida dopo che il guerriero di Seiryuu Miboshi si impossessa del suo corpo. Il suo simbolo è quello della Rete distesa, sopra il suo piede destro. È doppiato in giapponese da Tomoko Kawakami e in italiano da Ilaria Stagni nella prima serie OAV e da Simona Pappadà nella seconda.

## Regno di Kutou

### Seiryuu
Seiryuu è il Dio rappresentato da il dragone blu protettore del regno dell'est: Kutou.

### Yui Hongo
Yui Hongo (本郷 唯?, Hongō Yui) è la miglior amica di Miaka sin dall'infanzia, intelligente e matura e particolarmente sensibile. Finisce nello Shijintenchisho per cercare di salvare Miaka e riportarla a casa, ma viene importunata da dei banditi che cercano di violentarla. Viene salvata da Nakago che la porta con sé nel regno di Kutou. Nakago la inganna facendole credere che la hanno veramente violentata per costringerla a diventare nemica di Miaka e quindi accettare il ruolo di Sacerdotessa (Miko) di Seiryuu. Come Miaka anche Yui è innamorata di Tamahome e cerca in tutti i modi di portarglielo via. Il suo risentimento la tiene lontana dalla sua amica, e riesce ad evocare Seiryuu al quale chiede come desiderio di separarla da Tamahome. Eccelle negli studi ed è molto brava in inglese. È doppiata in giapponese da Yumi Tōma e in italiano da Barbara De Bortoli nella prima serie OAV e da Maria Letizia Scifoni nella seconda.

### Nakago
Nakago (心宿?) è considerato il leader dei guerrieri di Seiryuu. Caratterizzato da biondi capelli e occhi azzurri (poiché proveniente da una tribù dell'ovest), è ambizioso e freddo, disposto a tutto per raggiungere i suoi scopi. Dotato di enormi poteri, superiori addirittura a tutti i guerrieri di Suzaku messi insieme, è temuto persino dai suoi compagni di Seiryuu. È lo Shogun dell'esercito di Kutou, il paese dell'est, nemico del regno di Konan, che vuole scatenare una guerra per impossessarsi dei territori circostanti e divenire l'unico padrone. Il suo simbolo significa 'cuore', una parola ironica in questo caso, poiché lui non ama e non prova rispetto per nessuno (tranne Soi). Durante la battaglia con i guerrieri di Suzaku, finisce pure nell'attuale Tokyo che vuole cercare di conquistare. Miaka però riesce a sigillare Seiryuu e Tamahome lo uccide in battaglia. Il suo simbolo è quello del Cuore, localizzato sulla fronte. È doppiato in giapponese da Toru Furusawa e in italiano da Francesco Prando nelle serie OAV.

### Amiboshi
Amiboshi (亢宿?), conosciuto come: Kaika ~ Huai-ke, è il maggiore dei gemelli di Seiryuu. Il fratello gemello si chiama Suboshi, a cui è molto legato. Amiboshi finge di essere Chiriko, il guerriero di Suzaku, per sabotare la cerimonia di evocazione di Suzaku, come organizzato da Nakago. Riesce nella sua missione, ma durante un inseguimento, cade in un fiume e viene dato per morto. Ripescato dal fiume senza memoria, un'anziana coppia lo prende con sé come figlio adottivo, chiamandolo Kaika. Durante la ricerca dello Shinzaho, salva Miaka senza riconoscerla. È l'unico dei Seiryuu che rimarrà in vita al termine della storia, e il più pacifico del gruppo. Il suo simbolo è quello degli alti spiriti, situato sulla spalla destra. È doppiato in giapponese da Yūji Ueda e in italiano da Daniele Raffaeli nelle serie OAV.

### Suboshi
Suboshi (角宿?) è il fratello gemello di Amiboshi, anche lui combattente di Seiryuu. Si innamora di Yui e uccide la famiglia di Tamahome, in preda alla rabbia per la perdita del fratello. Riesce a raggiungere Yui a Tokyo, ma li viene ucciso tramite la sua stessa arma. È molto determinato e spesso aggressivo. Il suo simbolo è quello dell'Angolo, situato sulla spalla sinistra. È doppiato in giapponese da Yūji Ueda e in italiano da Daniele Raffaeli nelle serie OAV.

### Soi
Soi (房宿?) è stata salvata da piccola da Nakago, poiché i genitori la vendettero, e si è infatuata di lui. Lo segue e lo serve sempre, tanto da morire al posto suo in battaglia. Nonostante tutto, anche Nakago vi era affezionato e tiene il suo corpo con sé sino al passaggio a Tokyo. È in grado di manipolare lampi e fulmini e sa usare tecniche sessuali (bochujyutsu). Il suo simbolo è quello del Torace, situato sulla coscia sinistra. È doppiata in giapponese da Atsuko Tanaka e in italiano da Ilaria Stagni nelle serie OAV.

### Ashitare
Ashitare (尾宿?) è un mezzo lupo, che venne trovato da Nakago in un circo di Hokkan. Si comporta come un animale e teme Nakago proprio come una bestia sottomessa al suo padrone. Uccide Nuriko in battaglia, e dopo aver recuperato lo Shinzaho per Nakago, questo lo uccide. Il suo simbolo è quello della Coda, situato sul fianco destro. È doppiato in giapponese da Ryūzaburō Ōtomo e in italiano da Roberto Stocchi nelle serie OAV.

### Tomo
Tomo (氐宿?), conosciuto come Ragun ~ Luo-Jun, è l'illusionista del gruppo di Seiryuu, che crea dei miraggi nelle sue magiche conchiglie. Cerca di intrappolare Miaka e i guerrieri di Suzaku, ma Amiboshi li salva. Per salvare il fratello, Suboshi uccide Tomo. Usa un trucco molto colorato che copre per intero il suo viso, ed è innamorato di Nakago. Il suo simbolo è quello della Radice, situato nella parte destra del ventre. È doppiato in giapponese da Nobuo Tobita e in italiano da Maurizio Romano nelle serie OAV.

### Miboshi
Miboshi (箕宿?) è l'ultimo personaggio che appare nella storia. Ama impossessarsi dei corpi per fare di loro ciò che vuole. Infatti, prima dell'evocazione di Seiryuu, approfitta della debolezza di Chiriko e prende il suo corpo, nel quale moriranno insieme, poiché Chiriko si suicida con esso. I suoi poteri sono molto potenti ed è una sorta di spirito, che ha abbandonato il suo corpo per impossessarsi di altri, in particolare quello dei bambini, che predilige perché facile da controllare. Il suo simbolo è quello del Cesto, situato sul collo. È doppiato in giapponese da Midori Nakazawa e in italiano da Perla Liberatori nelle serie OAV.